# Laval-Saint-Roman
Laval-Saint-Roman é uma comuna francesa na região administrativa de Occitânia, no departamento de Gard. Estende-se por uma área de 10,5 km². Em 2010 a comuna tinha 221 habitantes (densidade: 21 hab./km²).